# Svatý rok 1800
Plánovaný jubilejní Svatý rok 1800, který měl na přelomu 18. a 19. století navázat na předchozí řadu Svatých roků,  se nekonal.

## Důvody pro nekonáníSvatého roku 1800

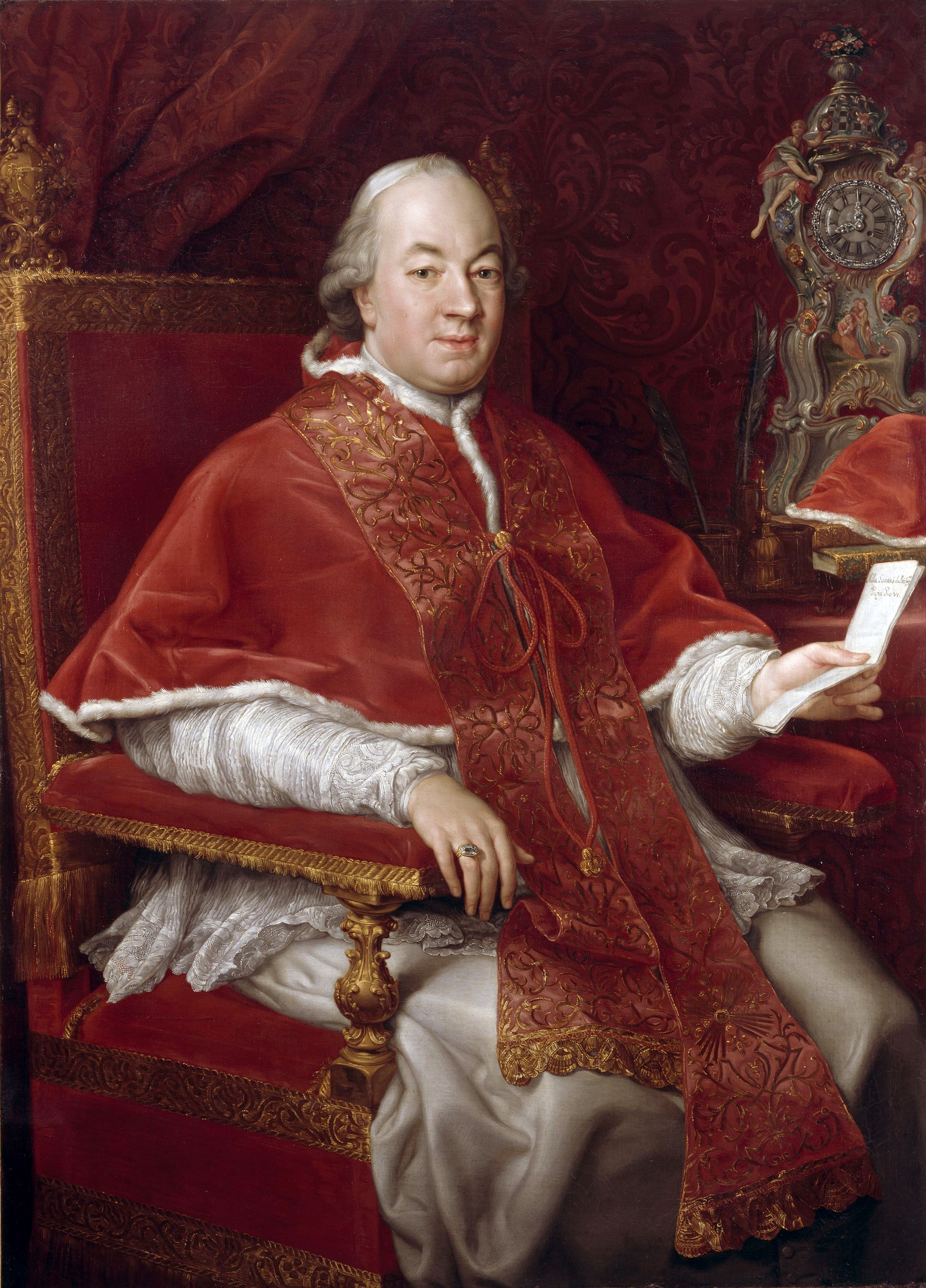
Papež Pius VI.

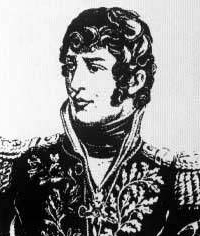
Francouzský generál Cervoni (1765–1809)

Otřes způsobený Velkou francouzskou revolucí se šířil vlnovitě celou Evropou. Nebyl to jen výbuch, jímž měl být zničen jeden společenský systém a nahrazen druhým, ale válka proti Bohu. Neudivuje tedy, že v Paříži byla potupně spálena podoba papeže Pia VI. – nehledě k nelidským popravám, jež obohatily církev o nové mučedníky – a že po vyhlášení Římské republiky bylo třeba se rychle papeže zbavit.
20. února 1799 strhl francouzský důstojník, curyšský protestant Haller, z ruky stařičkého Pia VI. papežský pečetní prsten svatého Petra, a když jej papež prosil, aby ho aspoň nechali zemřít v Římě, Haller mu odsekl, že se všude umírá stejně. Pak za přítomnosti francouzského generála Jean-Baptiste Cervoniho dal papeže vyvézt v připraveném voze z Říma jako nežádoucího cizince. 29. srpna, v době, kdy by se jinak konaly přípravy na Svatý rok, zemřel Pius VI. v daleké Valence bolestí nad stavem církve se slovy: „Pane, odpusť jim!“

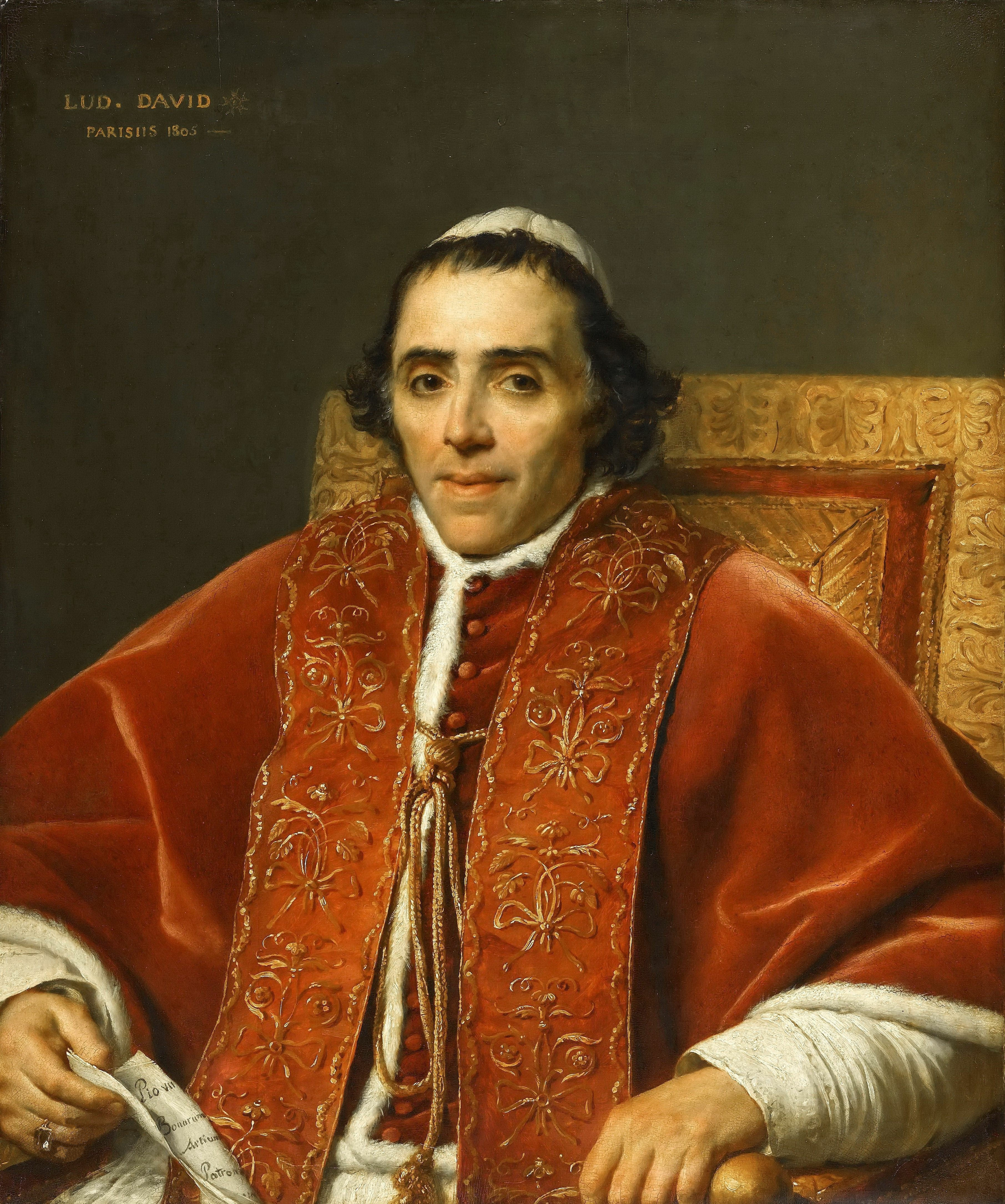
Papež Pius VII.

### Nový papež
Jakobíni a liberální revolucionáři zajásali, že zemřel poslední papež. I katolíkům se zdálo, že skutečně nastal konec církve. Několik kardinálů bylo vězněno, papežská kurie neexistovala. Pius VI. však přece na prahu smrti dal tajně pokyny, jak mají kardinálové zvolit jeho nástupce. Konkláve měl svolat nejstarší kardinál na svobodě a volba se měla konat na území některého katolického panovníka.
Tak byl 14. března 1800 zvolen papež Pius VII. v benediktinském klášteře na ostrově sv. Jiří v Benátkách, jež byly v roce 1797 připojeny k Rakousku. Byl tam i korunován narychlo připravenou papírovou tiarou, neboť jiné nebylo. Řím byl mezitím osvobozen neapolskými vojsky a 3. července se mohl nový papež znovu do Věčného města vrátit. Na konání Svatého roku však nebylo ani pomyšlení.

#### Studie a články
- Anni Santi (Gli). Torino: [s.n.], 1934. (italsky)
- BARGELLINI, Piero. L'Anno Santo nella storia, nella letteratura e nell’ arte. Florencie: [s.n.], [1974]. 318 s. (italsky)
- CASTELLI, Giulio. Gli Anni Santi. Il grande perdono. Rocca S. Casciano: [s.n.], 1949. (italsky)
- CECCHETTI, I. The Sublime City. Washington – Řím: Frediani G, 1950. (anglicky)
- CECCHETTI, I. Roma nobilis. L’idea, la missione, le memoria. Il destino di Roma. Řím: Cechetti I., 1950. (italsky)
- Storia e typografia dell’ Anno Santo. Vatikán: Comitato centrale per l’Anno Santo, 1974. (italsky)
- DE BLASI, Jolanda. Giubileo. Racconto di sei secoli e mezzo (1300–1950). Florencie: Del Turco Ed., 1950. 624 s. (italsky)
- DI MEGLIO, S. Breve storia dell’Anno Santo. Siena: [s.n.], 1973. (italsky)
- DUMEIGE, G. L’accueil de Rome aux pelegrins du Jubilé de 1575 (přednáška v Centre d’Études saint Louis de France, 10. prosince 1974). [s.l.]: [s.n.] (francouzsky)
- DVPRÉ THESEIDER, E. Roma dal Comune del popolo alla Signoria pontificia (1252–1377). [s.l.]: [s.n.], 1952. (italsky)
- FRUGONI, A. La devozione dei Bianchi del 1399. In:  L’attesa dell’età nuova nella spiritualità della fine del medio evo. [s.l.]: Todi, 1962. S. 232–248. (italsky)
- GALUZZI, A. Gli Anni Santi nell’età moderna, v: Schede di storia della Chiesa nell’età moderna. Řím: [s.n.], 1994–19952. S. 265–324. (italsky)
- GORDINI, G. D. Storie dei pellegrini, di briganti e di anni santi, (Chiesa sotto inchiesta, 3). Torino: [s.n.], [1974]. (italsky)
- MARONI LOMBROSO, M; MARTINI, A. Le confraternite romane nelle loro Chiese. Řím: [s.n.], 1963. (italsky)
- MARTIRE, E. Santi e Birboni. Luci ed ombre nella storia dei giubilei. Milano: [s.n.], 1950. (italsky)
- MELIS, F. Movimenti di popoli e motivi economici nel giubileo del 1400; v: Miscellanea Gilles Gerard Meerseman, I,. Padova: [s.n.], 1970. S. 343–367. (italsky)
- Mostra documentaria degli Anni Santi (1300–1975). Vatikán: [s.n.], 1975. (italsky)
- PASTOR, L., von. Storia dei papi dalla fine del medio evo ..., 20 sv.. 1950–1963 (fototypické vyd. 1971). vyd. Řím: [s.n.] (italsky)
- POLC, Jaroslav Václav. De origine festi Visitazione. Řím: (Coronas Lateranensis, 9A), 1967. (italsky)
- POLC, Jaroslav Václav. La festa della Visitazione e il Giubileo del 1390. Rivista di storia della Chiesa in Italia 29. 1975, s. 149–172. (italsky)
- SCHMIDT, H. Bullarium Anni Sancti. Řím: [s.n.], 1949. (latinsky)
- SECRET, F. Le „Tractatus de anno Jubilaei de Lazaro da Viterbo. Grégoire XIII e la Kabbale chrétiénne, Rinascimento“, serie II., 6. 1966, s. 305–333. (italsky)
- Storia e topografia dell’Anno Santo. Vatikán: Comitato centrale per l’Anno Santo, 1974. (italsky)

#### Periodika
- Acta Sanctae Sedis (–1904). Acta Apostolicae Sedis. (–1904). (latinsky)
- Anno Santo, Řím. 1973–1975. (italsky)
- Civiltà Cattolica (La), Řím (italsky)
- Jubilaeum. Ephemerides Anni Sancti, Città del Vaticano. [1974/1975].
- Nový život, Řím
- L'Osservatore Romano, Città del Vaticano (italsky)